# Gran Premio Orsi Mangelli
Gran Premio Orsi Mangelli är ett årligt travlopp för 3-åriga varmblod. Loppet körs över distansen 1600 meter. Det är ett Grupp 1-lopp, det vill säga ett lopp av högsta internationella klass. Loppet avgjordes för första gången 1944 och går sedan dess av stapeln i november varje år på Ippodromo La Maura i Milano i Italien. Fram till 2015 kördes loppet på Ippodromo del trotto di San Siro i Milano. Loppet är ett av Italiens största travlopp och ett av världens största treåringslopp.
I 2019 års upplaga av loppet lyckades Alessandro Gocciadoro med en sällsynt bedrift, då hans hästar var etta, tvåa, trea och fyra i mål. Vann loppet gjorde Axl Rose (körd av Gocciadoro själv), före Amon You Sm (körd av Antonio Greppi), Aramis Ek (körd av Örjan Kihlström) och Ares Caf (körd av Antonio Di Nardo). Gocciadoros femte häst i loppet, Juan Bros (körd av Pietro Gubellini) slutade på sjätte plats.

## Vinnare
| År   | Häst              | Efter             | Kusk                   | Tränare               | Tid               |                   |
| ---- | ----------------- | ----------------- | ---------------------- | --------------------- | ----------------- | ----------------- |
| 2023 | Expo Wise As      | Ready Cash        | Alessandro Gocciadoro  | Alessandro Gocciadoro | 1.12,2            |                   |
| 2022 | Diamond Francis   | Exploit Caf       | VP Dell’Annunziata     | Walter Zanetti        | 1.12,1            |                   |
| 2021 | Callmethebreeze   | Trixton           | Andréa Guzzinati       | Philippe Allaire      | 1.13,7            |                   |
| 2020 | Bepi Bi           | Donato Hanover    | Federico Esposito      | Alessandro Gocciadoro | 1.11,7            |                   |
| 2019 | Axl Rose          | Love You          | Alessandro Gocciadoro  | Alessandro Gocciadoro | 1.11,3            |                   |
| 2018 | Zarenne Fas       | Varenne           | Antonino di Nardo      | Michele di Maro       | 1.12,7            |                   |
| 2017 | Vitruvio          | Adrian Chip       | Alessandro Gocciadoro  | Alessandro Gocciadoro | 1.11,8            |                   |
| 2016 | Unicka            | Love You          | Pietro Gubellini       | Erik Bondo            | 1.12,2            |                   |
| 2015 | Charly du Noyer   | Ready Cash        | Yoann Lebourgeois      | Philippe Allaire      | 1.14,2            |                   |
| 2014 | Jontte Boy        | Love You          | Tuomas Korvenoja       | Tuomas Korvenoja      | 1.13,9            |                   |
| 2013 | Robert Bi         | Toss Out          | Robin Bakker           | Paul J. Hagoort       | 1.13,3            |                   |
| 2012 | Quid Pro Quo      | Yankee Glide      | Erik Adielsson         | Svante Båth           | 1.12,8            |                   |
| 2011 | Brad de Veluwe    | Andover Hall      | Tuomas Korvenoja       | Tuomas Korvenoja      | 1.11,6            |                   |
| 2010 | Nesta Effe        | Naglo             | Roberto Vecchione      | Holger Ehlert         | 1.12,8            |                   |
| 2009 | Mago d'Amore      | Lemon Dra         | Pietro Gubellini       | Edoardo Gubellini     | 1.12,7            |                   |
| 2008 | Loppet kördes ej. | Loppet kördes ej. | Loppet kördes ej.      | Loppet kördes ej.     | Loppet kördes ej. | Loppet kördes ej. |
| 2007 | Adrian Chip       | Andover Hall      | Robert Bergh           | Robert Bergh          | 1.12,7            |                   |
| 2006 | Giulia Grif       | Viking Kronos     | Marco Smorgon          | Marco Smorgon         | 1.11,9            |                   |
| 2005 | Fairbank Gi       | Lemon Dra         | Giuseppe Pietro Maisto | Holger Ehlert         | 1.12,3            |                   |